# 애넷 크로즈비
애넷 크로즈비(영어: Annette Crosbie, 1934년 2월 12일 ~ )는 영국 스코틀랜드의 배우이다.

## 방송
- 리틀 도릿

## 영화
- 잇 로컬 (2016년) - 엘리스 역
- 노인 부대 (2016년)
- 사이더 위드 로지 (2015년)
- 해피 홀리데이 (2014년)
- 숲속으로 (2014년) - 할머니 역
- 리틀 도릿 (2008년)
- 캘린더 걸스 (2003년)
- 웨이킹 더 데드 (2000년)
- 올리버 트위스트 (1999년)
- 슈팅 피쉬 (1997년)
- 세상에서 가장 운 나쁜 사나이 (1992년)
- 테이크 미 홈 (1989년)
- 스크린플레이 (1986년)
- 누명 (1985년)
- 리처드 3세의 비극 (1983년)
- 슬리퍼 앤 더 로즈 (1976년) - 페어리 대모 역
- 퍼블릭 아이 (1972년)
- 헨리 8세 (1971년)
- 미시즈 브라운, 유브 갓 어 러브리 도터 (1968년)
- 더 웬즈데이 플레이 (1964년)